# L'Herbe rouge (téléfilm)
Pour les articles homonymes, voir Herbe rouge.
Pour plus de détails, voir Fiche technique et Distribution.
L'Herbe rouge est un téléfilm réalisé par Pierre Kast diffusé en 1985, d'après le roman éponyme de Boris Vian.

## Synopsis
À l'aide d'une machine à remonter le temps, un homme explore son passé, apparemment dans le but de guérir son malheur actuel...

## Fiche technique
- Titre : L'Herbe rouge
- Réalisation : Pierre Kast
- Scénario : Pierre Kast d'après le roman L'Herbe rouge de Boris Vian
- Musique : Bernard Parmegiani
- Photographie : Charlie Gaëta
- Montage : Yves Charoy et Yvon Lemière
- Société de production : Société Française de Production, Antenne 2, Cinecittà et Rádio e Televisão de Portugal
- Genre : Science-fiction
- Durée : 88 minutes
- Pays :  France,  Italie,  Portugal et  Suisse
- Date de diffusion :  France : 11 septembre 1985

Hommage à Pierre KAST au 38e Festival de Cannes en 1985: projection de "L'Herbe rouge" (d'après Boris Vian) Présenté par Perspective du Cinéma Français, Un Certain Regard, la Cinémathèque, la Quinzaine des Réalisateurs et la Semaine de la Critique
Source:Cannes Memories 1939-2002, l'Album Officiel du 55e Anniversaire, Media Business & Partners, 2002

## Distribution
- Jean Sorel : Wolf
- Jean-Pierre Léaud : Lazuli
- Mijou Kovacs : Lil
- Franca Gonella : Folavril
- Jacques Perrin : M. Brul
- Jean-Claude Brialy : L'abbé Grille
- Cathérine Rougelin : La sénatrice
- Guido Alberti : Le maire
- Ruth Anderson : Marguerite
- Françoise Arnoul : Héloïse
- Philippe Clay : M. Perle
- Jean Davy : Voix du sénateur
- Jeanne Fontaine : Carla
- Sérgio Godinho : Berzingue
- João Lagarto : Sandre
- Alexandra Stewart : Aglaé